# Gary Fleming
Gary James Fleming (Derry, 17 febbraio 1967) è un ex calciatore nordirlandese, di ruolo difensore.

## Caratteristiche tecniche
Era un terzino sinistro.

## Carriera

### Club
La sua carriera professionistica dura circa 15 anni durante i quali veste le divise di Nottingham Forest, Manchester City, Notts County e Barnsley. In quest'ultima società trova molto spazio da titolare riuscendo a giocare tutti gli incontri di campionato tra il 1992 e il 1995.

### Nazionale
Debutta il 15 ottobre 1986 contro la nazionale inglese (3-0).

## Palmarès

### Club

#### Competizioni nazionali
- Coppa di Lega inglese: 1

Nottingham Forest: 1988-1989
- Full Members Cup: 1

Nottingham Forest: 1988-1989